# Conisania pomerana
Conisania pomerana là một loài bướm đêm trong họ Noctuidae.